# 刘萍 (水球运动员)
刘萍（1987年5月1日—），北京人，中国女子水球运动员，中國國家女子水球隊成員，司職中卫。

## 生平
刘萍2003年開始进入天津女子水球队接受水球专业训练；2005年，代表天津贏得全国女子水球锦标赛冠军，後入选国家队。
2007年，参加世界青年水球錦標賽，協助中國隊奪得亞軍。
2008年参加2008年夏季奥林匹克运动会。
2010年11月，代表中國出戰廣州亞運會女子水球比賽項目，奪得金牌。
2011年7月，代表中國出戰上海舉行的世界游泳錦標賽女子水球比賽項目，創下國家隊歷來最好的成績奪得銀牌。
2012年，代表中国出戰英國倫敦舉行的奥林匹克运动会女子水球比賽。
2014年9月，代表中國出戰韓國仁川舉行的亞運會水球比賽項目，協助球隊成功衛冕金牌。